# The Dark Side of the Moon
The Dark Side of The Moon (укр. Темний бік Місяця) — восьмий студійний альбом британського рок-гурту Pink Floyd, записаний в період з червня 1972 року до січня 1973 року в студії компанії EMI Abbey Road Studios і випущений в березні 1973 року лейблом Harvest Records.
У створенні музичного матеріалу і продюсуванні брали участь всі музиканти гурту, тексти до пісень написав Роджер Вотерс. Альбом створювався з використанням останніх досягнень звукозаписної техніки початку 1970-х років, включаючи мультитрековий запис, аналогові синтезатори, а також різні ефекти з магнітними записами. Звукоінженер Алан Парсонс, який працював над альбомом, був номінований на премію Греммі «За кращу техніку запису альбому».
Найуспішніший альбом гурту, який перетворив Pink Floyd в явище світового масштабу. Один з найуспішніших альбомів в історії звукозапису — загальне число проданих примірників перевищує 50 мільйонів. Кілька разів очолював хіт-парад США Billboard 200 та залишався в «Top 200» протягом 741 тижня, в тому числі 591 тиждень поспіль з 1973 по 1988 рік. Є одним з найбільш відомих концептуальних альбомів прогресивного року.
Альбом займає 6 місце в списку Топ-25 найкращих альбомів прогресивного року за версією Progarchives.com і 2 місце в рейтингу «100 найкращих рок-альбомів усіх часів» за версією журналу Classic Rock. За версією журналу Rolling Stone є найкращим прог-альбомом всіх часів та займає 43 місце у списку 500 найкращих альбомів усіх часів.

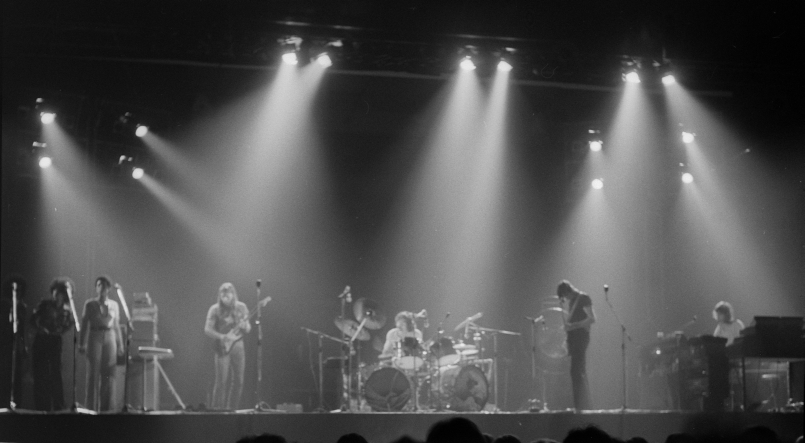
Шоу The Dark Side of The Moon Pink Floyd 1973 року

## Історія створення
За статистикою, цей альбом постійно слухають в будь-який окремо взятий момент в будь-якій точці планети, у Великій Британії він є у кожної п'ятої родини. Випуск платівки не був прем'єрою сюїти, яка була на ній записана, оскільки вперше її виконували під назвою «A Piece For Асорті Lunatics» («П'єса для групи ненормальних») на початку 1972-го і виконання було перервано на композиції «Гроші», коли відключилася напруга. Саму назву альбому «Темна (або зворотна) сторона місяця» відносять до окультного вислову підсвідомості. Цікаво, що платівка під такою ж назвою вже була випущена групою Medicine Head («Медисин Хед») наприкінці 1971 року, тому групі Pink Floyd довелося змінити назву свого альбому на «Eclipse» («Затемнення»). Однак, коли платівку «Медисин Хед» спіткав цілковитий провал, «Пінк Флойд» повернули своїй первинну назву, але музиканти знову перебували в сумнівах щодо точного запису назви альбому. На обкладинці перших тиражів платівки, а також компакт-диска було написано «The Dark Side Of The Moon», проте в подальших тиражах певний артикль «the» в назві був опущений.
«Dark Side …» став першим з альбомів, для якого весь текст написав Роджер Вотерс. Важливість цієї події вперше була відзначена публікацією слів пісень на обкладинці платівки (правда, тепер у всіх випусках CD «Пінк Флойд» друкують слова пісень більш ранніх альбомів). Ідея поєднати композиції з темами божевілля, старості, роботи і смерті, що хвилюють кожного з людей, прийшла музикантам в голову під час зборів на кухні у Мейсона.
Альбом створювався у 1972 році, перші записи були зроблені в студії на «Еббі-роуд», на новому 24-трековому обладнанні. Інженером звукозапису став Алан Парсонс із зарплатою 35 фунтів на тиждень. Після отримання премії «Еммі» за свою роботу над альбомом і гастрольних поїздок з групою на посаді інженера по звуку Парсонс зробив власну кар'єру, згодом записував власні альбоми з небесним звучанням «Пінк Флойд», що потім викликало у Гілмора чимало головного болю.
Уже на цьому етапі розвитку групи між Уотерсом і Гілмором виникали тертя, а на останньому етапі монтажу звуку продюсер Кріс Томас був змушений виступати арбітром між двома музикантами. Запис в підсумку було зроблено таким чином, що усі композиції альбому, за винятком того, що знаходяться на різних сторонах диска, переходять одне в одну. Квадроверсія (Q4SHVL 804) має трохи відмінне від стерео мікшування звуку (наприклад, фрази, сказані на двох останніх композиціях, виразно чутні у збірці «Works»), проте більш близьке до стереоверсії, ніж в квадро і моноверсіях попередніх альбомів групи. Квадроверсія була повторно випущена в Австралії на рожевому диску у 1988 році. Цікаво, що студійний квадрозапис було ненавмисно використано в США для перших випусків компакт-дисків.
Хоча в Британії альбом не піднявся вище 2-го місця в хіт-параді, а в США він протримався на 1-й позиції всього тиждень, загалом за тривалістю перебування в списку хітів йому не було рівних в історії та навряд чи далі буде який альбом, що перевершить його за цім показником. Навіть беручи до уваги пару невеликих зривів, платівка протрималася в списку найкращих 200 альбомів США 800 тижнів або більше 15 років.
Під час запису альбому було запрошено саксофоніста Діка Перрі — не дуже відомого у середовищі музикантів виконавця, але, як і учасники «Пінк Флойд», він теж навчався в Кембриджському університеті. Він виявився вдалою знахідкою для групи і супроводжував «Пінк Флойд» на концертних гастролях протягом наступних двох років, а потім, після великої перерви, у 1994 році. Крім вагомого внеску Клер Торрі, вокал другого плану виконували добре відомі: Ліза Страйк, Беррі Сейнт, Джон та Леслі Данкен, а також ветеран-виконавець госпел Доріс Трої. Ще дві темношкірі вокалістки, Карлена Вільямс і Ванетта Філдс, відомі як «Блекберріс», приєдналися до групи на час концертів вже після виходу платівки. У загальній складності сюїту виконувала група, принаймні, 385 разів до фестивалю в Небуорті, після чого була 20-річна перерва. У 1974 році «Бі-Бі-Сі» записала чудове концертне виконання на арені Вемблі (тоді носила назву «Емпаер Пул»). Іноді записи з цього концерту передають в ефірі, але від пропозиції офіційно випустити відеозапис група відмовилася.
Усі композиції з альбому, за винятком «Speak To Me» і «Any Colour You Like», виконували і Гілмор, і Вотерс під час сольних турне; «Пінк Флойд» реанімував сюїту для декількох гастрольних поїздок в США і по Європі в 1994 році, після чого повинні були вийти концертні записи. Обкладинка оригінального альбому — одна з найкращих і, мабуть, найвідоміша в історії року. Її дизайн — тріумф простоти — був створений «Хіпнозіс», а малюнок виконано Джорджем Харді. «Хіпнозіс» запропонував групі кілька варіантів на вибір. За словами Торгесона «нарада тривала близько трьох секунд — саме стільки часу пішло у групи, щоб кинути погляд на малюнки, подивитися один на одного і сказати: „Ось цей“, потім музиканти покинули кімнату».

## Учасники запису
- Девід Ґілмор — гітара, вокал, синтезатор VCS 3
- Роджер Вотерс — бас-гітара, вокал, синтезатор VCS 3, звукові ефекти
- Річард Райт — клавішні, вокал, синтезатор VCS 3
- Нік Мейсон — ударні, звукові ефекти

Допомагали
- Дік Перрі — Саксофон в Us And Them та Money
- Клер Торрі — Вокал в The Great Gig In The Sky
- Доріс Трой, Леслі Дункан, Ліза Страйк, Баррі Ст. Джон — Бек-вокал
- Алан Парсонс — Інженер
- Пітер Джеймс — Асистент інженера
- Кріс Томас — Консультант зі зведення
- Hipgnosis — Дизайн, Фотографія
- Сторм Торґерсон — дизайн ювілейних видань
- Джордж Харді — ілюстрації, обкладинка
- Джилл Фурмановскі — Фотографії

## Список пісень
Автор слів Роджер Вотерс. 
| Перша сторона | Перша сторона                        | Перша сторона                | Перша сторона | Перша сторона |
| #             | Назва                                | Автор музики                 | Вокал         | Тривалість    |
| ------------- | ------------------------------------ | ---------------------------- | ------------- | ------------- |
| 1.            | «Speak to Me»                        | Мейсон                       | інструментал  | 1:30          |
| 2.            | «Breathe»                            | Вотерс, Гілмор, Райт         | Гілмор        | 2:43          |
| 3.            | «On the Run»                         | Гілмор, Вотерс               | інструментал  | 3:36          |
| 4.            | «Time» (включає «Breathe (Reprise)») | Мейсон, Вотерс, Гілмор, Райт | Гілмор, Райт  | 7:01          |
| 5.            | «The Great Gig in the Sky»           | Райт                         | Клер Торрі    | 4:36          |

| Друга сторона | Друга сторона         | Друга сторона        | Друга сторона | Друга сторона |
| #             | Назва                 | Автор музики         | Вокал         | Тривалість    |
| ------------- | --------------------- | -------------------- | ------------- | ------------- |
| 1.            | «Money»               | Вотерс               | Гілмор        | 6:22          |
| 2.            | «Us and Them»         | Вотерс, Райт         | Гілмор, Райт  | 7:46          |
| 3.            | «Any Colour You Like» | Гілмор, Мейсон, Райт | інструментал  | 3:25          |
| 4.            | «Brain Damage»        | Вотерс               | Вотерс        | 3:48          |
| 5.            | «Eclipse»             | Вотерс               | Вотерс        | 2:03          |

## Композиції

### Speak To Me
Кажи мені
Інструментал
Це неначе увертюра, в якій присутні фрагменти основних музичних тем та звукових ефектів альбому. Чутні на задньому плані голоси, є відповідями на запитання про смерть, насильство, безумство. Учасники гурту опитували самих різних людей, які знаходилися в студії, разом з Полом та Ліндою Маккартні. Назвою композиції вибрали слова, з якими звукоінженер Алан Парсонс звертався до опитуваних, щоб налаштувати рівень запису.

### Breathe
Дихай
Віддзеркалює розчарування Вотерса нескінченою гонитвою за успіхом. Йому все важче було поєднувати соціалістичні переконання та життя успішної рок-зірки. Багато ідей, втілених в пісні, прийшли до нього під час спільної з Роном Гізіном роботи над саундтреком до фільму Тоні Гарнета The Body, перші слова якого стали першим рядком пісні.

### On the Run
Втеча

Інструментал
Спочатку мала назву The Travel Sequence. Вотерс задумав її як віддзеркалення параноїдального страху смерті, який був властивий всім членам гурту перед літаками, якими їм доводилось літати. До кінця 1972 року в музичному арсеналі гурту з'явилось останнє досягнення музичної технології, Synthi-A, споряджений секвенсором, який створював можливість програмувати послідовність звуків. Це дозволяло створювати живі музичні картини. На початку композиції можна почути, як пасажир, важкого дихаючи, поспішає встигнути на літак, потім чутно звук літака, який злітає (спотворені звуки гітари Гілмора) і, нарешті, гуркіт падіння.
Голос, який промовляє «сьогодні живий, помру завтра, такий от я», та регіт обкуреного належать техніку гурту Роджеру-Шляпі і є його відповіддю на запитання: «Чи боїтеся ви смерті?» Звук кроків і важкого дихання належать помічнику інженера Пітеру Джеймсу, який бігав студією у важких черевиках, доки знеможений не впав на підлогу.

### Time
Час
В основі Time лежить занепокоєння Вотерса тим, як ми витрачаємо більшу частину нашого життя на звичні справи, навіть не намагаючись зрозуміти, навіщо все це нам потрібно, і ми опиняємося на межі божевілля, коли несподівано розуміємо, що життя ми прожили марно. Ці ідеї знаходять своє музичне віддзеркалення у приглушеному звучанні бас-гітари, яка вібрує та нагадує цокання годинника, і барабанами Мейсона, які дещо випереджають ритм, неначе намагаються когось догнати. Какофонія годинників на початку композиції була записана звукоінженером гурту Аланом Парсонсом у квадрофонії і згодом стала одним з приголомшливих ефектів концертних виступів гурту.

### The Great Gig in the Sky
Велике шоу на небесах

Інструментал
Спочатку була фортепіанною п'єсою, написаною для шоу Eclipse, в якій читали Еклезіяста, щоб продемонструвати, як релігія нібито може породжувати божевілля. Згодом від цього відмовились зі страху перед покаранням. Композицію було переорієнтовано на тему Райта, страху перед смертю в авіакатастрофі.
Прослухавши композицію після накладення потужного басу, ударних, гітари та органу Хеммонда, Вотерс вирішив, що у всьому цьому не вистачає лементу, щоб висловити біль і екстаз життя та смерті. Ідея запросити сесійну співачку Клейр Торрі належала Алану Парсонсу, який вже працював з нею раніше. «Ми були вражені, — згадував Гілмор. — Це було зовсім не схоже на Pink Floyd, нагадувало швидше джаз, але від цього захоплювало подих».

### Money
Гроші
Ще один приклад неприйняття соціалістом Вотерсом реалій світу бізнесу. Для нього було постійним джерелом роздратування те, що люди, особливо американці, вважали, що він користується всіма благами, що надають великі гроші.

### Us And Them
Ми і вони
Спочатку мала назву The Violent Sequence і повинна була супроводжувати у фільмі Zabriskie Point сцену розгону поліцією студентів у Каліфорнійському університеті у Лос-Анджелесі. Проте пісню відкинув Мікеланджело Антоніоні як «занадто сумну». Темою пісні є споконвічний конфлікт між багатством та бідністю, який особливо загострився в Лондоні на початку 70-х, «Чорний та блакитний» — мається на увазі протистояння чорношкірих та поліції.

### Any Colour You Like
Будь-який колір, який захочеш

Інструментал
Є свідомою поступкою музикантів своєму минулому. Прекрасно розуміючи, що новий альбом є найбільш структурованим, пісенно-орієнтованим з усього, що до цього ними було створено, музиканти вирішили хоча б одну композицію витримати в дусі старого доброго джему. Назвою композиції гурт зобов'язаний своєму дорожньому менеджеру Крісу Адамсу. Фраза: «Ти можеш отримати це будь-якого кольору, якого хочеш», була його звичайною відповіддю, коли його просили зробити що-небудь небажане. Підґрунтям цього виразу була знаменита у 1920-ті роки реклама «Форда», який можна було придбати «будь-якого кольору, якщо цей колір — чорний».

### Brain Damage
Ураження мозку
Спочатку мала назву The Dark Side Of The Moon і її передбачали як завершення сюїти Eclipse. Її написали у період запису Meddle, вона є виразним натяком на Сіда Барретта. Події, пов'язані з колишнім лідером гурту, знову вийшли на сцену в цей період у зв'язку з рішенням фірми EMI випустити альбом з раннього матеріалу гурту, якого ще не видавали. Музикантам довелося на деякий час перервати запис альбому та прослухати весь цей матеріал. Хоча поштовхом до створення пісні й послужила доля Сіда, Вотерсу хотілось надати їй більше загального змісту. «Можна було б легко сказати, що в основу цієї пісні лягло те, що трапилося з Сідом, — пояснював він, — однак, мені здається, що вона скоріше про життя справжньої людини, приховане за зовнішнім буттям, яке бачать інші. Іншими словами, це ми самі з'їхали з глузду, це те, що ми намагаємось втримати всередині. Більшість з нас відмовляється від спроби ввійти в контакт з дитиною всередині нас, тому що дорослий отримує верх і бере кермо влади в свої руки, а ми слухаємось його вказівок».

### Eclipse
Затемнення
Спочатку було назвою сюїти, яка об'єднує пісні альбому навколо образу місяця, який затьмарює світло сонця. Через весь альбом проходять образи добра і зла, успіху та невдачі, психічного здоров'я та безглуздя, яке є віддзеркаленням протилежності сонця та місяця. «Тут немає ніякої загадки, — пояснював Вотерс. — Іншими словами, нам доступне все добре в житті, однак вплив темних сил нашої природи заважає нам насолодитися цим».

Композиція демонструє один з улюблених способів Вотерса творити вірші — коли сумніваєшся, зроби список. Ця «спискоманія» зустрічається в більшості його наступних альбомів з Pink Floyd, та в сольних роботах. Слова не були записані, до поки, нарешті, після кількох концертів музиканти не зрозуміли, що сюїта повинна десь закінчуватися. Альбом завершується ще одним биттям серця, на фоні якого ліфтер зі студії на Еббі-роуд Джеррі Дріскол бадьоро промовляє: «Насправді місяць немає темного боку. По суті, він весь темний»..
На сторінках журналу «The Amazing Pudding» — незалежного видання Pink Floyd та Роджера Вотерса, на початку 90-х рр. майже два роки йшли дебати щодо існування уривку мелодії, яка нібито чутно дуже тихо на останніх ударах серця. Дехто стверджував, що це плід багатої уяви читачів, але щось схоже на струнний оркестр, який грає Ticket To Ride, справді можна почути на відновленому компакт-диску в кінці промови Дріскола, якщо встановити дуже високий рівень гучності. В інших варіантах альбому, та в попередніх випусках CD, цього немає, але в районі 1 хв.41сек. можна почути голос, який щось шепоче. Пояснення феномена варіюють від жарту Pink Floyd щодо «інтерференції під час реставрації запису» та використання уже використаної раніше плівки, до зауважень щодо гри в сусідній студії під час запису. Усі вони здаються не дуже правдоподібними.

## Обкладинка
Обкладинка оригінального альбому — одна з найкращих і найвідоміших в історії року. Її дизайн — тріумф простоти — був створений Hipgnosis, а малюнок виконаний Джорджем Харді. Hipgnosis запропонували гурту кілька варіантів на вибір. За словами Торгесона, «нарада тривала близько трьох секунд саме стільки часу пішло в них, щоб кинути погляд на малюнки, подивитися один на одного і сказати: „Ось цей“, потім музиканти покинули кімнату».
Обкладинка містить дві навмисні похибки: по-перше, в спектрі на ній немає фіолетового кольору, щоб спростити дизайн, а по-друге, на зворотному боці обкладинки призма, яка створює конвергенцію спектру, чого не буває в природі, зате дозволяє, з'єднавши кінці розгорнутих обкладинок разом, досягти повторюваності до безкінечності, це ефектно виглядає у дисплейній розкладці.
Вінілові диски продавали з двома безкоштовними наклейками та двома плакатами, один з яких — це набір концертних фото, а другий — вид на піраміди в нічній Гізі. З якоїсь причини обидва плакати відрізняються в американській версії, а в японській альбом вкладений до шикарного буклету. Pink Floyd хотіли оформити альбом в подарунковій картонній обкладинці, але EMI заборонила цю ідею з міркувань вартості. Через двадцять років, щоправда, фірма поступилася, і випустила обмежений тираж компакт-дисків у картонній обкладинці (ЕМ1 7 81479 2) з використанням поліпшеного цифрового запису. Оформлення було дещо змінено, набір містив новий буклет та п'ять арткарток. Ще через рік цифровий запис став основою серії нових випусків EMI, був вихід першого міні-диску Pink Floyd (EMI 8 29752 8). Незважаючи на покращений звук і художній глянець, альбоми, які випускали у 1994 р., поступаються за загальним рівнем оформлення оригінальним, також і в форматі CD. По-перше, знайома всім призма, яку намалювала рука художника, змінена на холоднішу фотографію цієї призми, по-друге, змінено оригінальні плакати з концертними фото та фотографіями пірамід (на перших випусках компакт-дисків оригінальні плакати було адаптовано для буклетів).

## Сингли
| Рік  | Чарт                        | Сингли      | Позиція |
| ---- | --------------------------- | ----------- | ------- |
| 1973 | Billboard Pop Singles (США) | Money       | 13      |
| 1974 | Billboard Pop Singles (США) | Time        | 101     |
| 1974 | Billboard Pop Singles (США) | Us and Them | 101     |

У деяких країнах, разом з Великою Британією, Pink Floyd не випускав синглів з Point Me at the Sky 1968 року до Another Brick in the Wall (Part Two) 1979 року . Так і сингли з альбому The Dark Side of the Moon випустили в США та багатьох інших країнах:
- «Money» / «Any Colour You Like» — Harvest / Capitol 3609; випуск у червні 1973 року.
- «Time» / «Us and Them» — Harvest / Capitol 45373; випуск 4 лютого 1974

В американських рекламних копіях редактори викреслили половину слова «bullshit» (укр. «дурня», «лайно собаче») з композиції Money. Рекламна версія без цензури також існувала та була негайно вилучена. Цензуровані копії відправили радіостанціям з «жахливою» приміткою, в якій радять диск-жокеям використовувати виключно ці копії.

## Хіт-паради
| Рік  | Чарт                                   | Позиція |
| ---- | -------------------------------------- | ------- |
| 1973 | США Billboard 200                      | 1       |
| 1973 | Велика Британія UK Albums Chart        | 2       |
| 1973 | Австрія Austrian Albums Chart          | 1       |
| 1973 | Нідерланди Mega Album Top 100          | 2       |
| 1973 | Норвегія VG-lista                      | 2       |
| 1975 | Нова Зеландія New Zealand Albums Chart | 1       |
| 1993 | Німеччина German Albums Chart          | 3       |
| 1993 | Австралія Australian Albums Chart      | 11      |
| 1994 | Швеція Sverigetopplistan               | 15      |
| 2001 | Франція French Albums Chart            | 94      |
| 2003 | Італія FIMI Albums Chart               | 2       |
| 2003 | Португалія Portugal Albums Chart       | 3       |
| 2003 | Бельгія Ultratop Wallonia 50 albums    | 28      |
| 2003 | Бельгія Ultratop Flanders 50 albums    | 42      |
| 2005 | Фінляндія Suomen virallinen lista      | 10      |
| 2006 | Швейцарія Swiss Albums Chart           | 8       |
| 2006 | Іспанія Spanish Albums Chart           | 15      |
| 2006 | Данія Tracklisten Album Top-40         | 21      |
| 2010 | Греція Greek Albums Chart              | 5       |
| 2010 | Мексика Mexican Albums Chart           | 61      |